# 宇田川洋
宇田川 洋（うだがわ ひろし、1944年 - ）は日本の考古学者。専門は、アイヌ考古学・北方考古学。東京大学名誉教授。

## 経歴
1944年、北海道生まれ。北海道札幌西高等学校、北海道教育大学教育学部卒業。大学時代から常呂遺跡の発掘に携わる。東京大学大学院人文科学研究科博士課程で学ぶ。
1976年より東京大学文学部助手となり、東京大学常呂実習施設にて発掘、調査、研究を開始。1994年より東京大学教授。2002年に東京大学「アイヌ考古学研究・序論 : 「アイヌ考古学」の民族考古学的方法論による学問体系の確立を目指して(The study of Aynu archaeology : introduction) 」を提出して 文学博士号を取得。定年退官後は、札幌市の北18条駅近くで居酒屋を経営した。

## 研究内容・業績
- 主に続縄文時代から擦文時代にかけてのオホーツク文化の考古学研究に長く携わり、その道の権威である。東京大学の教授であったが、そのキャリアの大半を常呂町にある北海文化研究常呂実習施設で過ごした。
- 山田秀三のエッセイや司馬遼太郎の紀行文集『街道をゆく』にも登場する。

## 家族・親族
- 義父：河野広道は昆虫学者、考古学者。

## 著書
- 『北海道の考古学』（1977・北海道出版企画センター）
- 『アイヌ考古学』（1980・教育社歴史新書・ニュートンプレス）増補版、2000・北海道出版企画センター）
- 『アイヌ伝承と砦』（1981・北海道出版企画センター）
- 『北海道考古学教室 6　謎の海洋民族 オホーツク文化のルーツを求めて』一光社 1984
- 『大昔の北海道－やさしい考古学　子供のための考古学参考書』（1984・北海道出版企画センター）
- 『アイヌ文化成立史』（1988・北海道出版企画センター）
- 『イオマンテの考古学』（1989・東京大学出版会）
- 『アイヌ考古学研究・序論』（2001・北海道出版企画センター）

### 共編著
- 『サハリン南部の遺跡』新岡武彦共著 北海道出版企画センター, 1990
- 『サハリン南部の考古資料』新岡武彦共著. 北海道出版企画センター, 1992
- 『新北海道の古代』1～3（野村崇と共著、2001～2004・北海道新聞社）
- 『北の異界』（西秋良宏と共著、2002・東京大学出版会）
- 『クマとフクロウのイオマンテ　アイヌの民俗考古学』編（2004・同成社）
- 『アイヌ葬送墓集成図』編（2007・北海道出版企画センター）
- 『オホーツク海沿岸の遺跡とアイヌ文化』菊池徹夫共編. 北海道出版企画センター, 2014

### 記念論文集
- 『アイヌ文化の成立 宇田川洋先生華甲記念論文集』北海道出版企画センター, 2004.